# Anke Wischnewski
Anke Wischnewski (* 5. Januar 1978 in Annaberg-Buchholz) ist eine ehemalige deutsche Rennrodlerin.

## Werdegang
Im Alter von zehn Jahren begann Wischnewski 1988 im sächsischen Oberwiesenthal mit dem Rennrodeln. Zuvor war sie im Skilanglauf tätig. Noch zu DDR-Zeiten kamen Trainer an ihre Schule in Annaberg-Buchholz und fragen, wer dem Rennrodelsport auszuprobieren möchte. Der internationale Durchbruch gelang ihr 1997 bei den Juniorenweltmeisterschaften in Oberhof, denn sie gewann die Bronzemedaille und Jahr später verteidigte die in Sigulda ihren dritten Platz.
Wischnewski fiel der Übergang vom Nachwuchs- ins Aktivenbereich sehr schwer. Ihr Debüt im Weltcup gab sie in der Saison 2001/02 in Calgary, wurde Sechster und die anderen Rennen beendete sie unter den ersten zehn. Im Gesamtweltcup wurde sie Sechste. Die Rennrodel-Europameisterschaften 2002 in Altenberg verlief mit Platz vier sehr gut und an gleicher Stelle gewann sie bei ihren ersten Deutschen Meisterschaften 2002 die Bronzemedaille. Im Weltcup-Winter 2002/03 musste sie sich zu Beginn der Saison einer internen Weltcupqualifikation unterziehen. Sie erreichte dreimal den dritten Platz und kam in der Gesamtwertung auf den vierten Platz. Bei den Weltmeisterschaften 2003 in Sigulda wurde sie Achte. Die Saison 2003/04 verlief zur vorigen Saison nicht ganz so gut und sie belegte am Saisonende den Zehnten Platz. Auch zu Beginn der Saison 2004/05 musste sie sich wieder mal intern erst für den Weltcup qualifizieren. Im ersten Rennen feierte sie in Altenberg ihren ersten Weltcupsieg. In der Gesamtwertung belegte sie den fünften Platz. Bei den Weltmeisterschaften 2005 in Park City gewann sie die Bronzemedaille. Der deutsche Verband dürfte nur drei Athleten zu den Olympischen Winterspielen 2006 nach Turin mitnehmen, und weil sie die Nummer vier war, verpasste sie Olympiateilnahme. Am Ende der Saison stand sie im Weltcupgesamtwertung auf dem 14. Platz. Bei den Deutschen Meisterschaften 2006 in Oberhof erreichte sie den vierten Platz. Im Weltcup-Winter 2006/07 konnte sie in Cesana Torinese und Winterberg den zweiten Platz gewinnen und im weiteren Verlauf viermal den Dritten Platz einfahren. In der Weltcupgesamtwertung belegte sie einen fast sensationell anmutenden dritten Platz. Bei den Weltmeisterschaften in Innsbruck-Igls wurde sie auf dem Olympia Eiskanal Igls Vizeweltmeisterin. Bei den Deutschen Meisterschaften 2007 in Altenberg gewann sie den die Silbermedaille. Auch in dieser Saison 2007/08 stand sie einmal mit Platz zwei und einmal mit Platz drei auf dem Podest und die weiteren Plätze waren nicht schlechter als Platz acht. Am Ende sprang im Gesamtweltcup der vierte Platz heraus. Bei den Heim-Weltmeisterschaften 2008 in Oberhof belegte Wischnewski den vierten Platz und bei der Europameisterschaft in Cesana Torinese den fünften Platz. In Oberhof fand 2008 die Deutschen Meisterschaften statt und da erreichte sie den vierten Platz. Viel besser verlief die Saison 2008/09. Denn dort wurde sie Siebenmal Dritte. In der Weltcupgesamtwertung belegte sie damit zum zweiten Mal den dritten Platz. Bei den Weltmeisterschaften in Lake Placid wurde sie 14. Zum zweiten Mal hintereinander wurde sie bei den Deutschen Meisterschaften 2009 am Königssee Vierte. Sie qualifizierte sich in der Saison 2009/10 mit Gesamtweltcup Platz drei auf die Olympischen Winterspiele 2010 in Vancouver. Sie erreichte bei ihrer ersten Teilnahme den fünften Platz. Sie gewann zum ersten Mal überraschend bei den Deutschen Meisterschaften 2010 in Winterberg die Goldmedaille.
In der Saison 2010/11 gewann sie zweimal den zweiten Platz, dreimal den dritten Platz und belegte dadurch zum dritten Mal hintereinander in der Gesamtwertung deb dritten Platz. Sie erreichte nach 2002 bei den Deutschen Meisterschaften 2011 in Oberhof die Bronzemedaille. Zu Beginn der Saison 2011/12 belegte sie den zweiten Platz in Innsbruck-Igls. Im weiteren Verlauf stand sie noch dreimal auf dem Podest und gewann zum vierten Mal hintereinander den dritten Platz im Gesamtweltcup. Bei ihren zweiten Heim-Weltmeisterschaften 2012 in Altenberg belegte sie den sechsten Platz und wurde bei Europameisterschaft in Paramonowo Fünfte. Zum Auftakt der Saison 2012/2013 gewann sie das Rennen im Einzel und mit der Staffel in Innsbruck-Igls. Nachdem sie viermal hintereinander den dritten Platz im Gesamtweltcup gewonnen hatte, wurde sie zum ersten Mal Zweite. Bei der Europameisterschaft 2013 in Oberhof gewann sie den die Bronzemedaille. Aber bei den Weltmeisterschaften 2013 in Whistler verpasste sie auf Platz 4 knapp das Podium. Sie gewann zum zweiten Mal bei den Deutschen Meisterschaften 2013 am Königssee die Silbermedaille. Auch die Olympiasaison 2013/14 war nicht schlechter als die vorige Saison. Sie erreichte viermal das Podest und war in der Gesamtwertung Vierte. Bei ihrer letzten Olympischen Winterspielen 2014 kam sie auf den sechsten Platz. Zum dritten Mal gewann sie bei den Deutschen Meisterschaften 2014 in Winterberg die Silbermedaille. Gleich zum Auftakt der Saison 2014/15 gewann sie im Sprintcup den dritten Platz. Die weiteren Plätze war nicht schlechter als Platz sieben. Im Gesamtweltcup erreichte sie den vierten Platz. Bei der Europameisterschaft 2015 in Sotschi und bei den Weltmeisterschaften 2015 wurde sie Siebente. Bei den Deutschen Meisterschaften 2015 in Oberhof beendete sie das Rennen auf Platz vier. Nach dem letzten Rennen in Sotschi beendete sie ihre Karriere.

## Erfolge

### Gesamtweltcup
| Saison  | Platz | Punkte |
| ------- | ----- | ------ |
| 2001/02 | 06.   | 0291   |
| 2002/03 | 04.   | 0420   |
| 2003/04 | 010.  | 0261   |
| 2004/05 | 05.   | 0386   |
| 2005/06 | 014.  | 0234   |
| 2006/07 | 03.   | 0604   |
| 2007/08 | 04.   | 0478   |
| 2008/09 | 03.   | 0592   |
| 2006/08 | 03.   | 0509   |
| 2010/11 | 03.   | 0605   |
| 2011/12 | 03.   | 0581   |
| 2012/13 | 02.   | 0655   |
| 2013/14 | 04.   | 0493   |
| 2014/15 | 04.   | 0686   |

### Weltcupsiege
| Nr. | Datum         | Ort            | Bahn                                 |
| --- | ------------- | -------------- | ------------------------------------ |
| 1.  | 14. Nov. 2004 | Altenberg      | Rennschlitten- und Bobbahn Altenberg |
| 2.  | 24. Nov. 2012 | Innsbruck-Igls | Olympia Eiskanal Igls                |

| Nr. | Datum         | Ort            | Bahn                        |
| --- | ------------- | -------------- | --------------------------- |
| 1.  | 22. Jan. 2012 | Winterberg     | Bobbahn Winterberg          |
| 2.  | 25. Nov. 2012 | Innsbruck-Igls | Kunsteisbahn Bob-Rodel Igls |

## Privat
Anke Wischnewski war Sportsoldatin der Bundeswehr und wurde von der Sportfördergruppe der Bundeswehr Frankenberg betreut. Sie lebt in Pockau und ist mit dem ehemaligen Rennrodler und heutigen Trainer Torsten Görlitzer verheiratet und hat mit diesem eine Tochter.